# بوتش جونسون
بوتش جونسون (بالإنجليزية: Butch Johnson)‏ هو لاعب كرة قدم أمريكية أمريكي، ولد في 28 مايو 1954 في لوس أنجلوس في الولايات المتحدة.

## وصلات خارجية
- بوتش جونسون على موقع مرجع كرة القدم المحترفة.كوم (الإنجليزية)